# Nalin & Kane
Нејлин енд Кејн (Nalin & Kane) су немачка група која се бави стварањем и ремиксовањем електронске музике. Чине је Ендри Нејлин и Хери Кејн. Нумера којом су се прославили на светској музичкој сцени је "Beachball" из 1997. године.
Група је почела са радом 1993. године, а годину дана касније су издали први сингл, "Planet Orange", 1994. Након тога, објавили су синглове "The K-People" и "Backfire", а затим и "Beachball", свој највећи хит. Познати су и по ремиксима песама "Café Del Mar" групе Energy 52 и "Meet Her At The Love Parade" немачког ди-џеја Да Хула. Свој први албум издали су 1999, под називом Krystal Palace.
Њихову нумеру "Open Your Eyes" Тиесто је користио на свом сету In Search of Sunrise 3.